# 甚高频全向信标

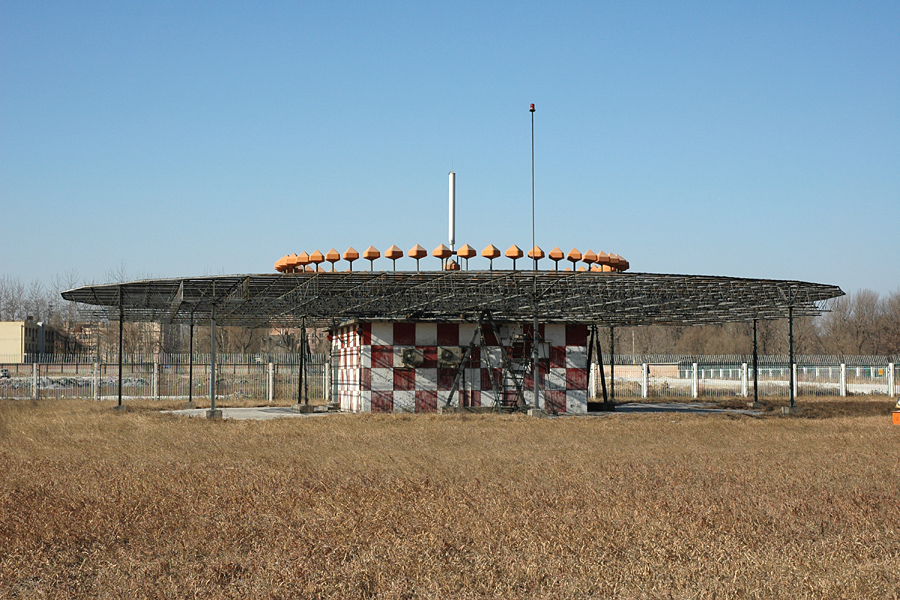
装有測距儀的都卜勒甚高頻全向信標定位台(DVOR)。

甚高頻全向信標定位台（VHF Omni-directional Range，通常縮寫為VOR）是一種飛機上使用的短距離無線電導航系統，利用接收地面上的固定無線電信標網路所發射、介於108至117.95MHz的甚高頻訊號來判斷飛機本身的位置，以維持在設定的航道上。最早是在1937年由美國開始發展並在1946年開始部署，VOR已是今日全球航空產業的導航系統標準，應用遍及民用航空與通用航空領域。但近年來由於GPS的逐漸普及，反而有部分機場撤除原本所設VOR的現象。
在許多機場，VOR通常會與測距儀（DME）甚至軍用的戰術空中導航系統（TACAN）併設在同一個位置。當與TACAN併設時，兩系統會合稱為「VORTAC」。

## 概述
VOR系统于1949年被国际民航组织批准为国际标准的无线电导航设备，是目前广泛使用的陆基近程测角系统之一。VOR台的发射机有两种形式即普通VOR（CVOR）和多普勒VOR（DVOR）。机载VOR接收机对两种VOR台都是兼容的。中国民航引进安装的VOR地面信标台自1987年以来多以DVOR为主。

VOR運作原理示意圖：VOR所發射的雷達波會以每秒30次的頻率沿圓周掃過，並且在雷達波通過該發射台磁北極方向時同步發射一個全方向性的第二訊號。飛機上的接收器可利用收到這兩個訊號的時間差來判斷自身與發射台之間的方向角，進而判斷自身的位置。

机载VOR接收机接受VOR地面台发射的基准相位信号和可变相位信号。并通过比较两种信号的相位差，得出飞机相对地面VOR台的径向方位即飞机磁方位QDR，通过指示器指示出方位信息。供飞行员确定飞机的位置并引导飞机航行。
VOR系统主要具有以下3种功能；
1. 利用两个VOR台或利用一个VOR台和一个DME台组合确定飞机位置。
2. 利用航路上的VOR台引导飞机沿航线飞行。
3. 终端引导飞机进场和非精密进近。

DVOR的测角误差在1°，精度±2°~±4°，而CVOR的测角误差为2°～3°，精度±1°。

## VOR系统的组成
VOR系统由地面VOR台和机载VOR接收机组成。VOR台主要有发射机和水平极化天线组成；机载设备由天线、接收机、控制盒和指示器组成。

### VOR台的布局及作用
根据不同用途VOR台分为两类： 
1. A类，用于航路导航，频率112.00~117.95MHz，频道间隔0.05MHz，共计119个频道，发射功率200W，作用距离200海里。
2. B类，用于终端引导飞机进场进近，频率范围108.10~111.95MHz，频道间隔0.05MHz，且十分位为偶数，发射功率50W，作用距离25海里。

在航图上，一般需要公布VOR台的使用频率、识别码、莫尔斯电码和地理坐标，VOR台的识别码为三个英文字母。

### 机载VOR接收设备
机载VOR接收设备主要包括控制盒、天线、甚高频接收机和指示器四大部分